# Eusimplex perflava
Eusimplex perflava är en fjärilsart som beskrevs av Emilio Berio 1976/77. Eusimplex perflava ingår i släktet Eusimplex och familjen nattflyn. Inga underarter finns listade i Catalogue of Life.